# Alambre
Alambre a'lambre là một món ăn Mexico phổ biến bao gồm bò nướng phủ bởi thịt muối cắt nhỏ, ớt chuông, hành tây, pho mát, salsa và bơ. Người ta thường ăn nó với ngô tươi hoặc tortilla bột mì. Các thành phần phổ biến nhất là thịt bò và các loại thịt khác như gà hay lợn cũng được sử dụng. Một số công thức nấu khác thậm chí thay thế thịt muối bằng chorizo hoặc giăm bông. Alambre phổ biến trong nhiều vùng của México, đặc biệt là ở thành phố México, Oaxaca, và người Mỹ gốc México Hoa Kỳ.

## Từ nguyên

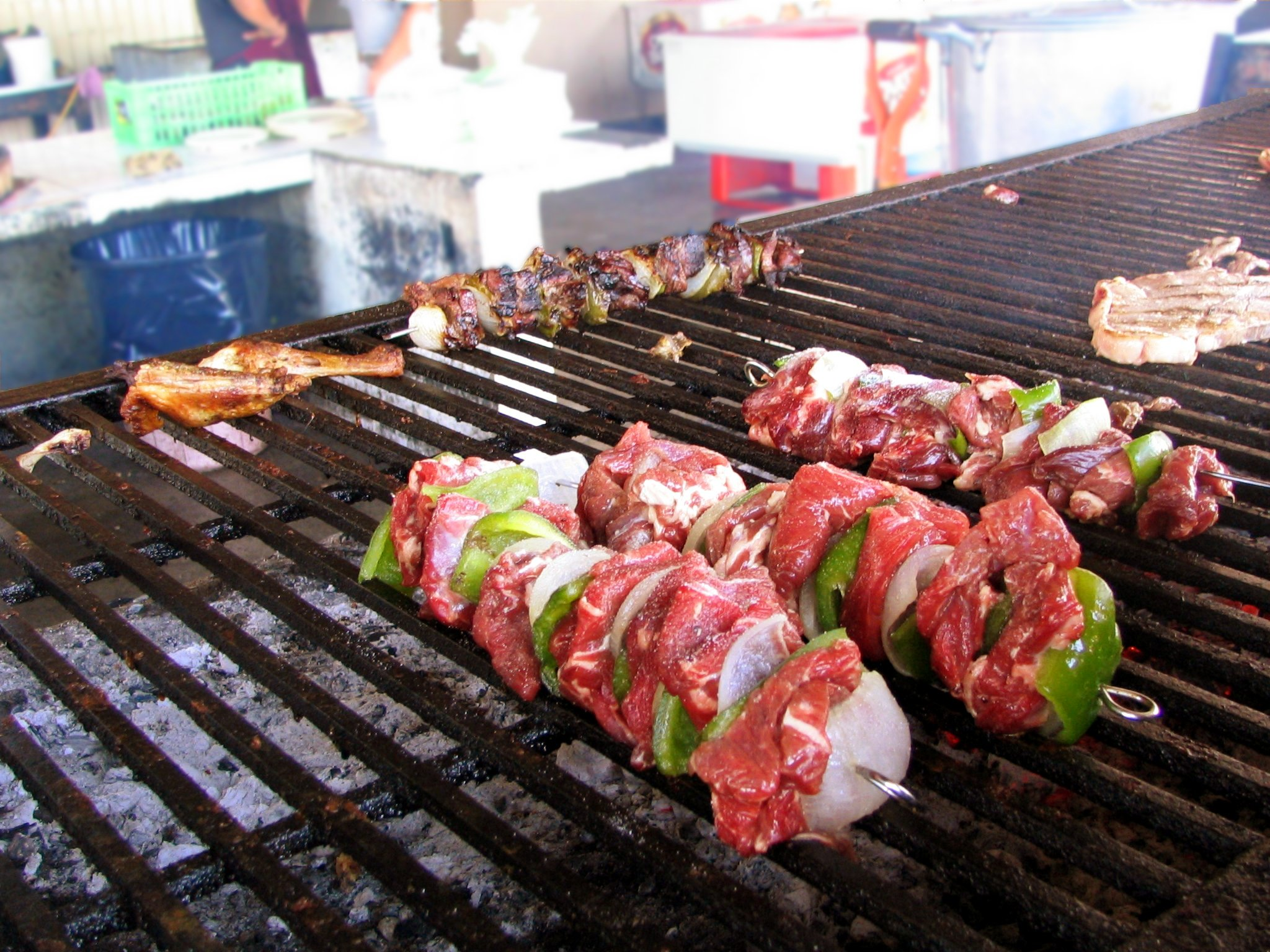
Alambres nướng hun khói trên xiên

Tên Alambre có nghĩa là "dây" trong tiếng Tây Ban Nha. Người ta thường tin rằng tên này đề cập đến những hành động nướng xiên các nguyên liệu khi nấu, mặc dù không phải luôn luôn như vậy.